# Pravoslavne Cerkve
Oznaka Pravoslavne Cerkve običajno pomeni skupino 15 avtokefalnih krščanskih Cerkva, ki jih druži enak verski nauk - (vzhodno) pravoslavje. Ker večina teh Cerkva leži v vzhodni Evropi, jih imenujemo tudi Vzhodne pravoslavne Cerkve. Cerkve iz te skupine so med sabo v polnem občestvu. 
V to skupino sodijo naslednje Cerkve:
- Carigrajska pravoslavna Cerkev (vključuje tudi finsko in estonsko pravoslavno Cerkev)
- Aleksandrijska pravoslavna Cerkev
- Antiohijska pravoslavna Cerkev
- Jeruzalemska pravoslavna Cerkev (vključuje sinajsko pravoslavno Cerkev)
- Ruska pravoslavna Cerkev (krajevna cerkev za območje nekdanje Sovjetske zveze, razen Armenije in Gruzije ter za območje Kitajske in Japonske)
- Gruzinska pravoslavna Cerkev
- Srbska pravoslavna Cerkev
- Romunska pravoslavna Cerkev
- Bolgarska pravoslavna Cerkev
- Ciprska pravoslavna Cerkev
- Grška pravoslavna Cerkev
- Poljska pravoslavna Cerkev
- Albanska pravoslavna Cerkev
- Češka in slovaška pravoslavna Cerkev
- Ameriška pravoslavna Cerkev

Naštete Cerkve se med seboj priznavajo kot enakovredne in enakopravne in so med seboj v polnem občestvu. Obstaja tudi nekaj Cerkva, ki si prizadevajo za samostojnost in članstvo v tej skupini, a jih ne priznavajo vse ostale naštete Cerkve, zato jih ne moremo šteti kot polnopravne članice, npr.:
- Makedonska pravoslavna Cerkev
- Ukrajinska pravoslavna Cerkev (Kijevski patriarhat)
- Črnogorska pravoslavna Cerkev
- Beloruska pravoslavna Cerkev

Navedene cerkve niso edine pravoslavne cerkve, ki delujejo na navedenih območjih. Med spodaj naštetimi cerkvami in konkurenčnimi cerkvami je različna stopnja nasprotovanja, predvsem pa ni medsebojnega priznavanja zakramentov.
Na območju Rusije deluje tudi vzporedna Ruska staroobredna pravoslavna cerkev.
Opomba: Oznaka »Pravoslavne Cerkve« v tukaj navedenem pomenu ni enakovredna s širšim pojmom pravoslavje, ki zajema še več drugih Cerkva, ki z zgoraj navedenimi niso v polnem občestvu (Predkalcedonske Cerkve, Asirska Cerkev, Koptska cerkev,itd).